# Cỏ xước
Cỏ xước, còn gọi là ngưu tất nam, thổ ngưu tất (danh pháp hai phần: Achyranthes aspera) là một loài thực vật thuộc họ Dền (Amaranthaceae).

## Mô tả
Cây thân thảo sống một vài năm, cao khoảng 0,6–1 m. Rễ có hình trụ dài. Thân cây hình vuông, có lông tơ. Các mấu phình to giống như khớp đầu gối bò, đặc điểm chung một số loài ngưu tất, do vậy mà có tên ngưu (= bò) + tất (= đầu gối). Các cành mọc đối. Lá đơn nguyên mọc đối, phiến lá hình trứng hay elip, mép lá nguyên hay có khía răng cưa lượn sóng. Hoa tự bông mọc ở đầu nhánh hay kẽ lá. Ra hoa tháng 6-8. Tạo quả tháng 10. Quả nang hình bầu dục có lá bắc tồn tại tạo thành gai nhọn, dễ bám vào quần áo khi đụng phải.

## Thứ/giống
Theo khác biệt địa lý mà loài Cỏ xước có một số thứ/giống (varietas) được ghi nhận như sau:
- Achyranthes aspera var. argentea: Cỏ xước lông trắng
- Achyranthes aspera var. aspera: Cỏ xước xù xì (nguyên chủng)
- Achyranthes aspera var. indica: Cỏ xước Ấn Độ
- Achyranthes aspera var. rubrofusca: Cỏ xước màu xám đỏ

## Phân bố
Cỏ xước phân bổ khắp vùng phía đông và nam châu Á như Nhật Bản, Triều Tiên, Trung Quốc, Việt Nam, Lào, Thái Lan, Campuchia, Myanmar, Nepal, Ấn Độ, Sri Lanka, Bhutan, Nepal, Philippines, Indonesia, Malaysia. Cũng có ở châu Phi, châu Âu và Tây Nam Á. Chủ yếu mọc ở các vùng đất dưới độ cao 2.300 m so với mực nước biển, trên các sườn đồi, bờ sông, vệ đường hay vùng đất bỏ hoang. Ở Việt Nam thường tìm thấy Cỏ xước mọc hoang khắp cả nước ở những chỗ ven đường, nương rẫy ruộng vườn bỏ hoang nơi có ánh sáng đầy đủ và đất còn nhiều dinh dưỡng.

## Sử dụng
Công dụng của cỏ xước chủ yếu được dùng trong y học cổ truyền phương Đông. Tuy nhiên, khoa học vẫn chưa có bằng chứng nào về công dụng của cỏ xước.
Tại Việt Nam nó còn được dùng như là một loại thực phẩm trong ẩm thực.